# Niesforna Zuzia
Niesforna Zuzia (ang. Curly Sue) – amerykańska komedia z 1991 roku oparty na scenariuszu i reżyserii Johna Hughesa. Wyprodukowana przez Warner Bros.

## Fabuła
Zuzia (Alisan Porter) ma dziewięć lat i tysiące szalonych pomysłów. Jej opiekunem jest Bill Dancer (Jim Belushi), który cierpi na wieczny brak gotówki. Pewnego dnia Bill i Zuzia postanawiają zrobić niewinny żart, aby zdobyć darmowy obiad. Jego ofiarą pada młoda prawniczka. Wkrótce życie całej trójki odmienia się.

## Obsada
- Jim Belushi jako Bill Dancer
- Kelly Lynch jako Grey Ellison
- Alisan Porter jako Curly Sue
- John Getz jako Walker McCormick
- Fred Thompson jako Bernard Oxbar
- Cameron Thor jako Maitre d'
- Branscombe Richmond jako Albert
- Steve Carell jako Tesio
- Burke Byrnes jako doktor Maxwell

i inni